# V2307 Ophiuchi
V2307 Ophiuchi eller HD 150193, är en dubbelstjärna belägen i den södra delen av stjärnbilden Ormbäraren. Den har en skenbar magnitud av ca 8,79 och kräver en kraftig handkikare eller ett mindre teleskop för att kunna observeras. Baserat på parallax enligt Gaia Data Release 3 på ca 6,63 mas, beräknas den befinna sig på ett avstånd på ca 492 ljusår (151 parsek) från solen. Den rör sig närmare solen med en heliocentrisk radialhastighet på ca -1 km/s.

## Egenskaper
Primärstjärnan V2307 Ophiuchi A är en blå till vit stjärna i huvudserien av spektralklass A1 Ve, som har identifierades som en Herbig-Ae/Be-stjärna med en stark solvind och som förlorar ungefär en tiondels solmassa per miljon år. Den har en massa som är lika med ca 2,2 solmassor, en radie som är ca 2 solradier och utsänder energi från dess fotosfär motsvarande ca 92 gånger solen vid en effektiv temperatur av ca 9 000 K. Den omslutes av en mycket liten stoftskiva, troligtvis på grund av skivstympning av den närliggande följeslagaren. Skivan lutar 38 ± 9° mot himmelsplanet. Den verkar vara högt utvecklad och asymmetrisk med indikationer på tillplattning och korntillväxt.

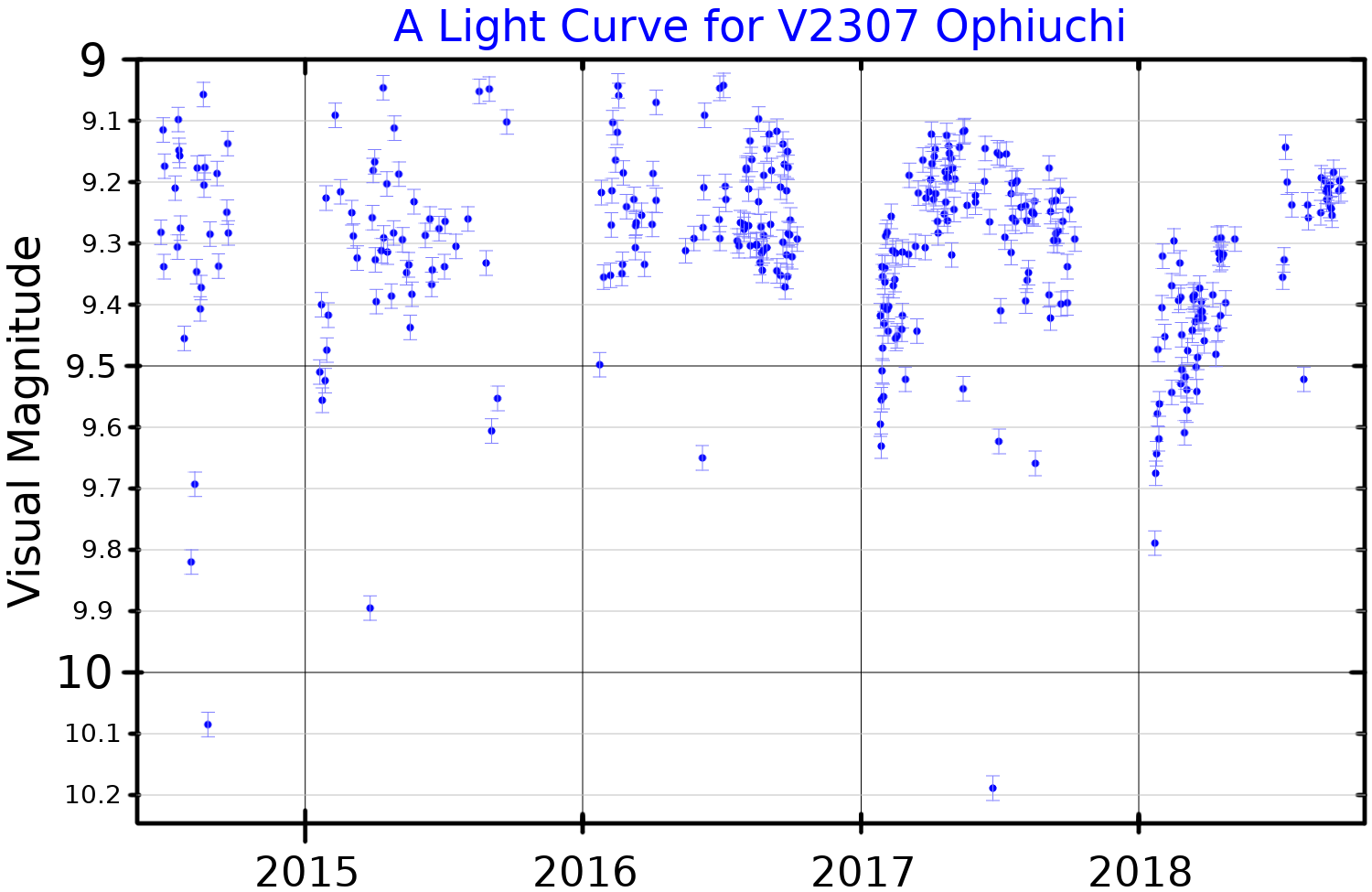
Ljuskurva i synliga bandet från för V2307 Ophiuchi, plottad från ASAS-SN-data.

Följeslagaren V2307 Ophiuchi B är en gul till vit stjärna i huvudserien av spektralklass F9 Ve och är en ung T Tauri-stjärna, som ligger åtskild från primärstjärnan med 166 AE. Den har en massa som är lika med ca 1,2 solmassa och utsänder energi från dess fotosfär motsvarande ca 1,35 gånger solen vid en effektiv temperatur av ca 6 200 K.